# O Globo

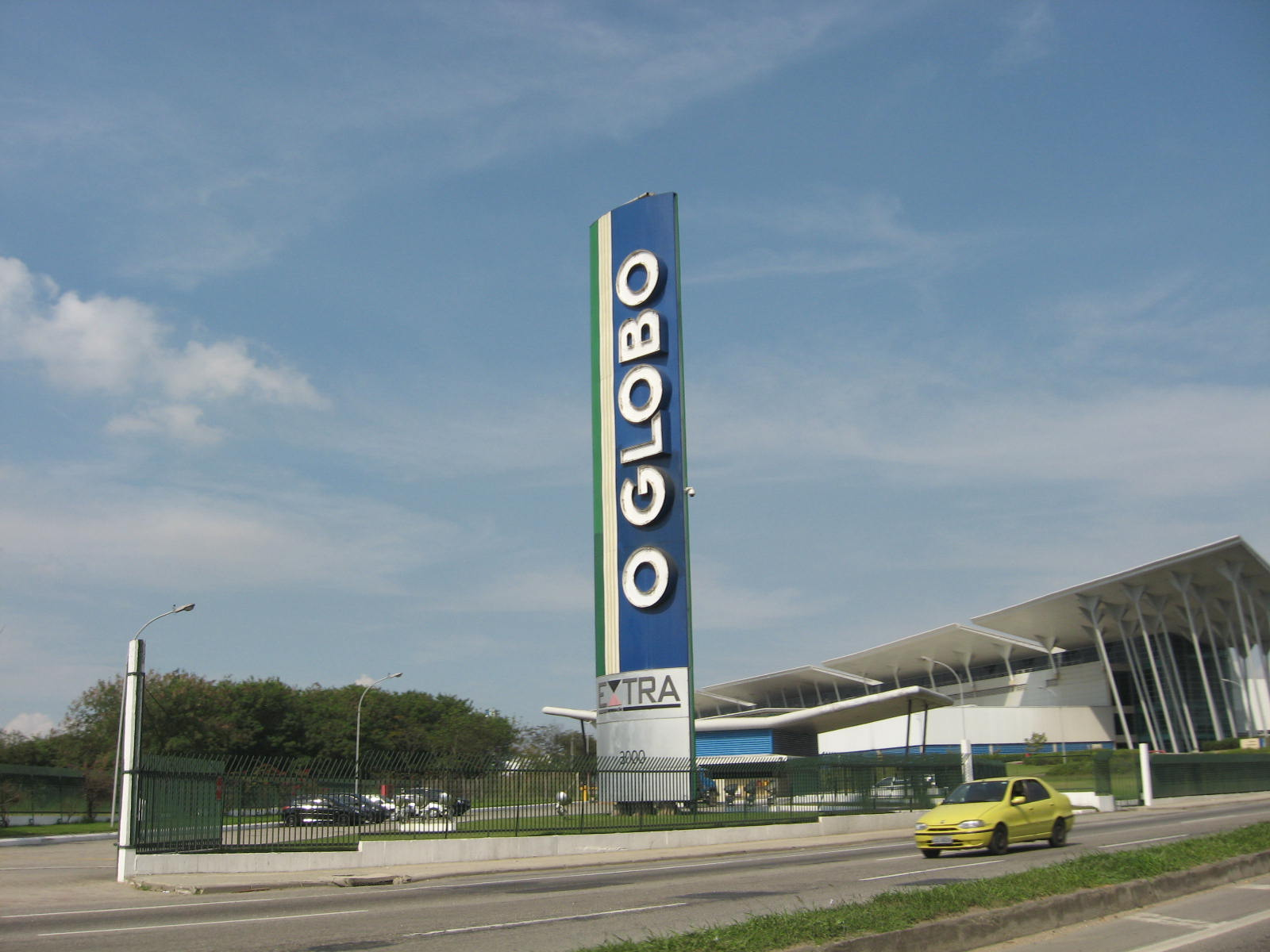
Verlagsgebäude in Duque de Caxias

O Globo (portugiesisch Aussprache [u ˈɡlobu]; port. für Der Globus) ist eine national-konservativ ausgerichtete brasilianische Tageszeitung, die in Rio de Janeiro verlegt wird.
O Globo erscheint im größten Verlag Lateinamerikas, Editora Globo, und ist das Zeitungs-Flaggschiff des Medienkonzerns Grupo Globo. Den Grundstein der Erfolgsgeschichte legte der Journalist Irineu Marinho 1925 mit der Gründung der Zeitung. Sein ältester Sohn Roberto Marinho baute das Unternehmen zu einem Imperium aus. Heute wird das Blatt von seinem Enkel Roberto Irineu Marinho geführt, zu dem auch Rede Globo, das größte lateinamerikanische TV-Netzwerk, gehört. O Globo wird als einflussreichste Zeitung des Landes angesehen.
Das Layout der Zeitung wurde 2005 in einem Projekt von dem US-amerikanischen Designer Milton Glaser neu gestaltet. Die Zeitung hat eine Leserschaft von insgesamt 1,5 Millionen, von denen 82 % aus den höheren Einkommensgruppen stammen.

## Geschichte
Das Blatt startete als Abendzeitung bis 1962 und erscheint seitdem am Morgen. Die Herausgeber und die Redaktion von O Globo unterstützten den Militärputsch 1964, bei dem der damalige Präsident João Goulart abgesetzt wurde. Unter der brasilianischen Militärdiktatur begann der Aufstieg des Imperiums, das heute Brasiliens führender Anbieter von Free- und Pay-TV-Angeboten ist und sich im Printmarkt als zweitgrößter Herausgeber von Büchern und Magazinen etabliert hat. Erst im Jahr 2013 entschuldigte sich Organizações Globo für ihre Zusammenarbeit mit der Militärjunta, politisch unabhängig ist der Konzern aber bis heute nicht. Inzwischen führen die drei Kinder Marinhos, Roberto Irineu (* 1947), José Roberto (* 1953) und João Roberto (* 1955), die Geschäfte, zu dem auch der Fernsehsender Rede Globo gehört. Zum abgewählten Staatspräsidenten Jair Bolsonaro nimmt O Globo eine distanzierte Haltung ein.

## Auszeichnungen
- Prinz-von-Asturien-Preis in der Kategorie „Kommunikation“, 1986